# K.G. Hammar
Karl Gustav Hilding Hammar, känd som K.G. Hammar, född 18 februari 1943 i Hässleholm, är en svensk teolog och kyrkoman, som var ärkebiskop i Svenska kyrkan 1997–2006. Hammar företräder en liberalteologisk linje inom Svenska kyrkan och hans tid som ärkebiskop utmärktes av både detta och hans samhällsengagemang. Han kämpade bland annat för amnesti för asylsökande, avskrivning av de fattigaste ländernas skulder, human kriminalvård, tolerans mot människor av annan religiös tro och för homosexuellas rättigheter. Både hans liberalteologiska linje och hans ställningstaganden i en del sakfrågor ledde till att hans ärkebiskopsgärning var omdiskuterad och kritiserad, men också till att han av många sågs som en omtyckt kyrkoledare.

## Karriär och biografi
K.G. Hammar är son till prosten Hans Bernhard Hammar och filosofie kandidat Ann-Mari Berglund samt barnbarn till teologen August Theodor Hammar och medicinprofessorn Hilding Berglund. Två av hans tre syskon, Hans Börje Hammar och Anna Karin Hammar, är likaledes präster och kända profiler inom Svenska kyrkan. Brodern Henrik Hammar har varit moderat regionråd i Region Skåne.
Hammar prästvigdes 1965, blev teologie doktor och docent i kyrkohistoria vid Lunds universitet 1972, arbetade som universitetslärare i Singapore 1972–1975, kyrkoadjunkt i S:t Peters Klosters församling i Lund, utbildningssekreterare i Svenska Kyrkans utbildningsnämnd 1979 och var rektor för pastoralinstitutet i Lund 1980–1987.
Han innehade posten som domprost i Lund 1987–1992, och som biskop i Lunds stift 1992–1997 varefter han var ärkebiskop 1997–2006. Efter att ha vunnit ärkebiskopsvalet utsågs han till ärkebiskop av regeringen Persson. I och med att Svenska kyrkan den 1 januari 2000 skildes från staten blev han den sista ärkebiskopen som utsågs av regeringen. Han bestämde sig i augusti 2005 för att avgå som ärkebiskop under sommaren 2006, med hänvisning till personliga skäl. Han avskedspredikade på pingstdagen den 4 juni 2006 i Uppsala domkyrka.
Han träffade sin första hustru, läraren och historikern Inger Hammar (1942–2007), under studenttiden i Lund. De gifte sig 1965 och förblev gifta till hennes död. K.G. Hammar gifte om sig 2014 med prästen Ann-Charlotte "Lotta" Fång (född 1966). Han har fem vuxna barn i första äktenskapet.

## Teologisk ståndpunkt
Teologiskt följer Hammar en liberalteologisk tradition, där fokus ligger på vad man uppfattar som kärnan i Jesu budskap – kärlek till nästan, respekt och tolerans – och då vill tona ner yttre former och symboler i läran. Kyrkoinstitutionen får alltså träda tillbaka då han ser att evangeliet kan förverkligas oberoende av dess ramar. Icke-kyrklig andlighet går lika bra för honom och det är viktigare med genuina miljöer. ”Detta att vara institutionsföreträdare för något man har en begränsad entusiasm för, det är den motsägelse jag lever i.” Men han har också varnat för att koncentrera sig på privatmoral, eftersom de stora frågorna handlar om ”rikedom och makt”.
Hammar utgår ifrån ett immanent gudsbegrepp: ”Den som vill veta något om Gud kan inte gå utanför människan.” ”När den kristna trostraditionen fortsätter att säga ’Gud sände sin son’ får detta inte tolkas bokstavligt så att den som söker Gud i sitt inre, så utmärkande för vår tids så kallade nyandlighet, inte känner sig inbegripen och tilltalad.” Han ställer de egna känslorna (till skillnad från Jesu och Bibelns auktoritet) som kriterium för en kristens tro och lydnad: ”Det som inte kan övertyga vårt hjärta ska inte heller ha vår tillit och ännu mindre vår lydnad.”
Han har uttryckt åsikten att orden om jungfrufödelsen i trosbekännelsen är att jämföra med poesi, och att Bibelns texter är färgade av sin tid och av de människor som skrev den.
Hammar har också uttryckt sin uppskattning för Förenta nationernas tidigare generalsekreterare Dag Hammarskjöld och dennes bok Vägmärken, där Hammarskjöld avslöjar sin tro i form av en kristet hållen mysticism.
Hammar sade i en uppmärksammad intervju i Kyrkans tidning 2002, att:
| ” | Det är upp till Gud att bevisa sig, det är inte vår uppgift. Vad vi ska göra i stället är att rensa fältet från en del av de färdiga former som vi har ärvt och plocka bort alla måsten. Man måste inte tro på något särskilt för att vara kristen. Det räcker att man säger att man vill vara med. Vad har jag för rätt att ifrågasätta det? Definitionsraseriet leder bara till exkludering. | „ |

I samma intervju ger han uttryck för en hermeneutisk/historisk tolkning av Bibeln:
| ” | Min språkfilosofiska förståelse är viktig. Påståendet ’Jesus är Guds son’ betydde till exempel inte samma sak för 2000 år sedan, för 1000 år sedan och för 500 år sedan som det gör idag. Vår världsbild är annorlunda och vi har andra erfarenheter. Vi kan inte komma undan problemen genom att bara upprepa gamla trossatser. Gudsmysteriet kan vi aldrig helt stänga in i formler. Det spelar ingen roll hur vi uttrycker det. Gud är. Och Gud låter sig ses och förstås i mer eller mindre omfattning. | „ |

Hammars teologiska ståndpunkt följer en trend inom den moderna kristenheten i världen, och den kom att för många sökande kristna bli en inspiratation, inte minst då hans ämbetstid sammanföll med att kyrkan var sökande efter separeringen från staten. Samtidigt stötte hans teologiska ståndpunkt många mer traditionella, konservativa kristna.. Hans avståndstaganden från vad många troende ser som grundläggande sanningar, och bristen på tydliga svar om den kristna trons innebörd, hindrade Hammar att verka som en samlande ledargestalt för de människor som regelbundet går i kyrkan.

## Gärningar och kontroverser

### Humanism

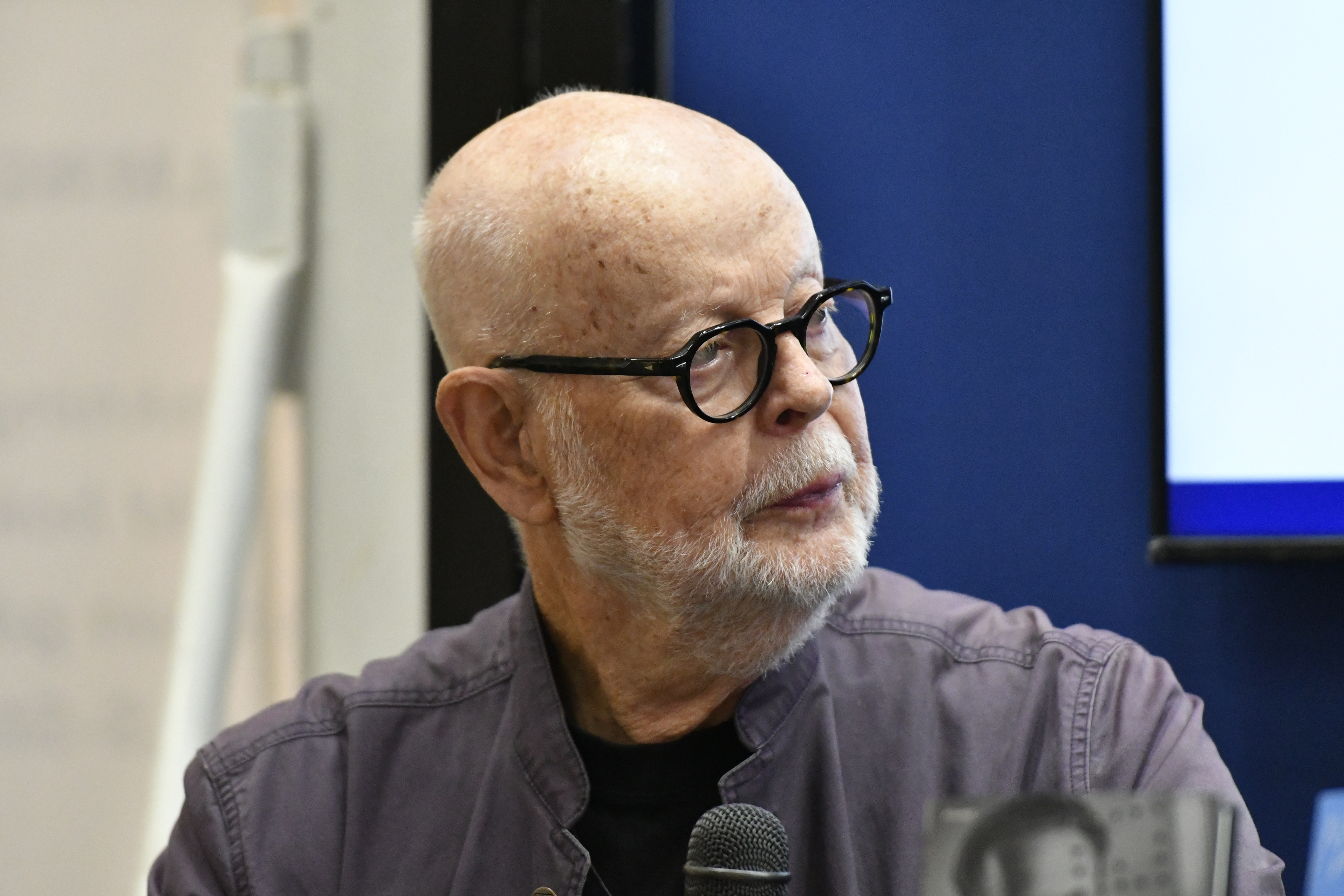
K.G. Hammar på bokmässan i Göteborg 2024.

Hammar utmärkte sig under ärkebiskopsåren som en engagerad samhällsdebattör med tolerans som ledstjärna. Han kämpade bland annat för amnesti för asylsökande, avskrivning av de fattigaste ländernas skulder, human kriminalvård, tolerans mot människor av annan religiös tro och för homosexuellas rättigheter. Hammar var drivande i det så kallade Påskuppropet 2005, en namninsamling med 160 000 underskrifter, med krav på amnesti för asylsökande. Kraven tillgodosågs delvis i en politisk uppgörelse mellan Miljöpartiet och Socialdemokraterna.
Efter den nya flyktingkrisen med början 2015 har Hammar åter engagerat sig i flyktingfrågor, bland annat med en text i antologin "2015 Till asylrättens försvar" och som en av de utvisningshotade ensamkommande ungdomarnas "ambassadörer" inom kampanjen Håll ihop Sverige.

### Bibelkritik
Hammar är kritisk till en bokstavstrogen tolkning av Bibeln och menar sig söka en tro som inte står i strid med vare sig förnuftet eller vetenskap. Han har också uttryckt att vissa bibeltexter bör förpassas till ”historiens skräpkammare” och att det inte är kyrkans uppgift att tala om för folk hur de bör leva. Uttalandet väckte anstöt och Missionssällskapet Bibeltrogna vänner anmälde honom till Svenska kyrkans ansvarsnämnd för biskopar för uttalandet. Anmälan renderade dock inte någon åtgärd mot Hammar. En del präster och lekmän har menat att K.G. Hammar avfallit från Svenska kyrkans lära och därför borde ha avgått.

### Kyrkans bekännelse
Vid ett offentligt möte i oktober 1999 sade Hammar att uttrycket ”sann Gud och sann människa”, som går tillbaka till den allmänt omfattade chalkedonska definitionen, inte är ”en slutgiltig och fullständig förklaring av vem Jesus är som ska avhålla oss från att själva tänka vidare och söka också nya ord för vem Jesus är”. Detta ledde till att ett par personer anmälde honom till ansvarsnämnden för biskopar för brott mot präst- och biskopslöftena. Hammars försvar gick ut på att bekännelsen i första hand är en inre övertygelse som människan måste hitta egna ord för att uttrycka; de ord vi använder har olika innebörd för olika personer och därför kan en annan människas bekännelse bara förstås genom en aktiv dialog. ”För mig betyder detta att man mycket väl kan använda de ’rätta’ orden utan att vara bärare av en genomarbetad kristen bekännelse”, skrev ärkebiskopen.
Han talade i sitt svar också om Jesus som ”Guds främsta verk”, vilket ledde till ytterligare kritik då detta av anmälarna ansågs strida mot de fornkyrkliga bekännelsernas teologi, enligt vilken Jesus inte är Guds verk utan Guds väsen. Anmälan lämnades utan åtgärd.
År 2003 skrev Sten-Gunnar Hedin, tillsammans med katolska kyrkans biskop i Sverige Anders Arborelius, en medialt uppmärksammad debattartikel som reaktion på uttalanden av Hammar, som bland annat behandlade ämnen som Bibeln och Jesu jungfrufödelse, vilket ledde till en två månader lång mediedebatt om kristendom. Arborelius och Hedin riktade kritik mot att Hammar lämnade det mest grundläggande i kristendomen öppet för tolkningar och de ansåg att Hammar såg på bibeltexter och tro som poesi och myt.

### Missionen
Hammar motsätter sig mission i betydelsen att evangelisera. Han menar att Jesu missionsbefallning inte var avsedd som en uppmaning att omvända människor till den kristna religionen. I ett samtal med Tenzin Gyatso, den fjortonde Dalai lama, sa Hammar att det är viktigt att se till religionernas likheter och inte bara fokusera på deras olikheter.

### Israel
Hammar har gjort flera ställningstaganden i utrikespolitiken, bland annat i Israel–Palestina-konflikten, där han bland annat förespråkat bojkott av varor från illegala Israeliska bosättningar. I den så kallade Hopp-kampanjen förespråkade Svenska kyrkan i samarbete med bland andra Diakonia och många andra svenska kristna samfund att EU skulle kontrollera om Israel följde det existerande avtalet om tullfri handel med EU och inte inkluderade varor från illegala bosättningar. Kampanjen kritiserades av bland andra rabbinen Morton H. Narrowe, Siewert Öholm och Lisa Abramowicz för att vara etiskt tveksam och ett ensidigt ställningstagande i konflikten. Senare har dock samtliga EU-länder skärpt sina importregler från Israel  då det visade sig att det förekom ett omfattande fusk med ursprungsmärkningen.  Samtidigt hyllades kampanjen av många andra, bland andra journalisten Anna Wester, och Helle Klein, präst och journalist. Uppropet undertecknades också av bland andra Carl Tham, ambassadör,  och Claes-Bertil Ytterberg, dåvarande biskop i Västerås. Israels ambassadör Zvi Mazel uttalade sig i samband med kraven på att Israel skulle uppfylla villkoren i handelsavtalet och påstod att Hammar ”troligen är antisemit”. Hammar menade i en intervju för tidningen Mana ”att vara rädd för sina grannar är ett tänk från en svunnen tid och den historiska ’hang-up’ som finns skadar också israelerna själva”.

### Politisk ideologi
Han har beskrivit sin vision som ”en politisk syn på kyrkans uppdrag i världen”. Från 1960-talets politiska omvälvningar både inom och utanför kyrkan hämtade han det sociala evangeliet och ett internationalistiskt perspektiv. Han är ofta kritisk till den globala kapitalismen, och har fått utstå kritik från bland andra Bo Lundgren, som anklagat honom för att vara ”vänstermegafon” och Alf Svensson, som kallat honom vänsterpopulist.
I en intervju i Proletären fick Hammar frågan om en slags primitiv kommunism är hans drömsamhälle. ”På något vis ja”, löd svaret, ”Jesus talar om Guds rike som ett socialt sammanhang där människor har allt de behöver.” Han anser att kristendomen fungerat som ett opium för folket genom att se samhällsklasserna som gudagivna, vilket dock strider mot religionens väsen som är att befria människor. Han ville inte kalla sig socialist men gjorde heller ingen hemlighet av sin vänsteridentitet: ”Jag har alltid haft hjärtat till vänster. Högerns tal om individens frihet kan leda till egoism. För mig är solidariteten viktigast.”
År 2022 var Hammar en av dem som bildade partiet Klimatalliansen. Han står som andra namn på dess riksdagslista inför valet 2022.

### Homosexuellas rättigheter
Hammar var också tydlig med sin åsikt att homosexuella skulle ha samma rättigheter som heterosexuella i kyrkan. Liksom övriga biskopar inom Svenska kyrkan stödde han införandet av kyrklig välsignelseakt och/eller vigsel för samkönade par, samtidigt som han var angelägen om att kyrkan skulle tillåtas bibehålla sin vigselrätt. Dessa principiella ställningstaganden för homosexuellas rättigheter ledde till konflikter, både inom Svenska kyrkan och gentemot andra samfund.
Efter att givit sitt stöd till bildvisningen Ecce Homo i Uppsala domkyrka hösten 1998 fick Hammar ta emot kritik från bland annat Romersk-katolska kyrkan och Syrisk-ortodoxa kyrkan i Sverige. Hammars försvar av visningen föranledde Romersk-katolska kyrkan att ställa in Hammars officiella möte med påven Johannes Paulus II. Besöket genomfördes i stället året därpå, då den svenske ärkebiskopen behövdes bland annat för att bekräfta att katoliker och lutheraner nått samsyn i fråga om människans väg till frälsning. Från Svenska kyrkan fick K.G. Hammars både kritik och stöd för sitt stöd till visningen av Ecce Homo. Biskop Jonas Jonson uttryckte oro över de ekumeniska konsekvenserna av Hammars sätt att ”driva sina personliga uppfattningar i offentligheten”. Samtidigt fick Hammar stöd från Caroline Krook, biskop i Stockholms stift, som menade att Romersk-katolska kyrkans reaktion ”visar på vilken känslig fråga homosexualitet är i den katolska kyrkan” och inte tolkade utställningen som om Jesus utmålades som homosexuell.
RFSL Stockholm tilldelade Hammar år 1999 det årliga priset Guldlambdan, för hans ställningstagande. Hammar har avstått från att hämta priset och närvarade inte vid utdelningen.

## Engagemang som före detta ärkebiskop
Efter sin avgång som ärkebiskop har K.G. Hammar innehaft en personlig gästprofessur vid Centrum för teologi och religionsvetenskap vid Lunds universitet. Han har även efter sin ärkebiskopsgärning fortsatt att engagera sig i samhällsfrågor. 2008 gick han med i ett rådgivande råd till tankesmedjan Sektor 3.

## Priser och utmärkelser
1999 belönades KG Hammar med RFSL-Stockholms pris Regnbågspriset.

### Antologier
- Att svära i kyrkan – Tjugofyra röster om evig tillväxt på en ändlig planet (redaktör Stellan Tengroth), Kommissionsförlag (2013) ISBN 9789198146707
- Sånger från jorden : 32 röster för en ny relation till planeten , Skörda förlag (2015) ISBN 9789198230611[42]